# General Motors EV1

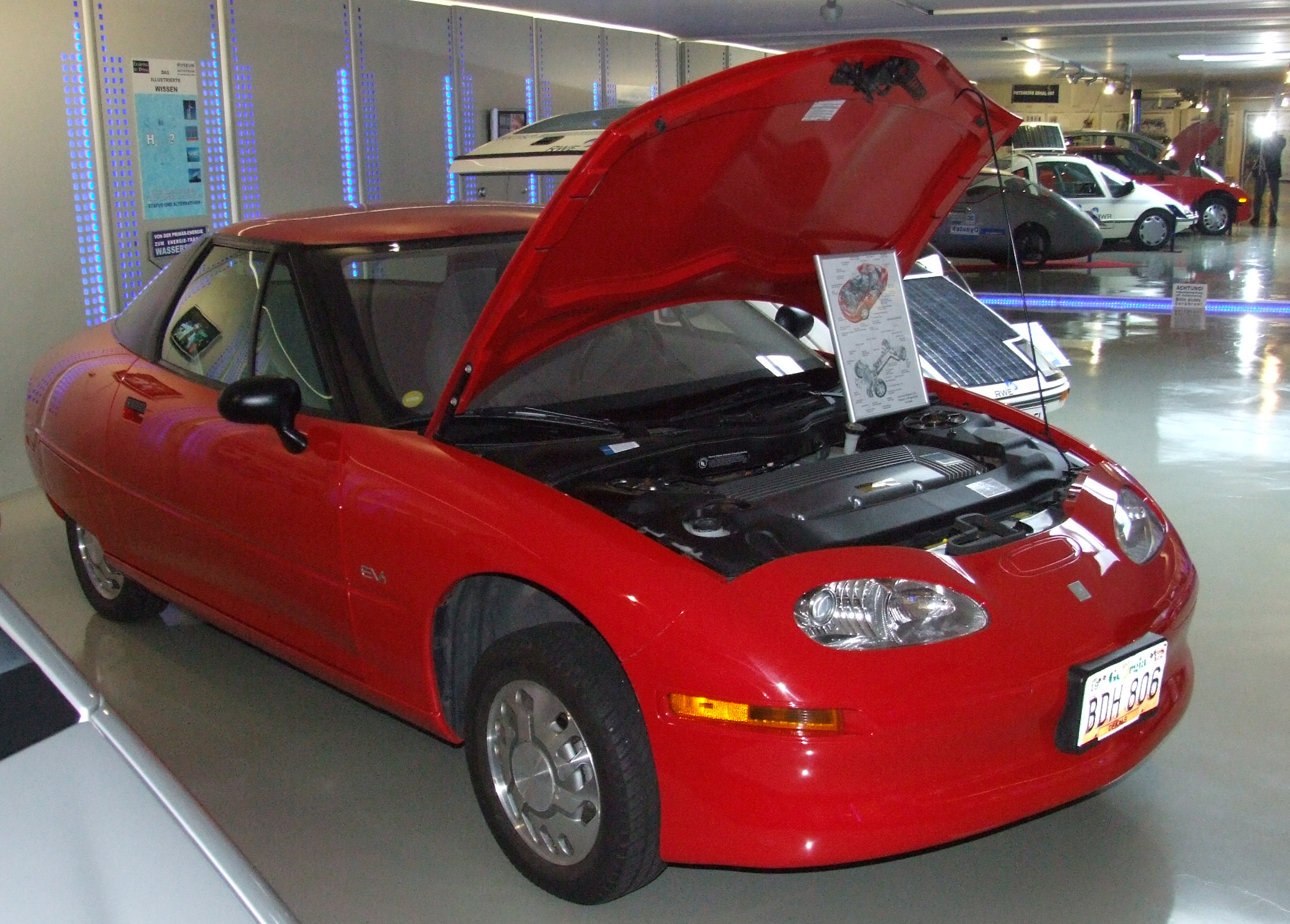
Einer der drei überlebenden General Motors EV1 stand 2008 als Leihgabe im Museum Autovision in Altlußheim

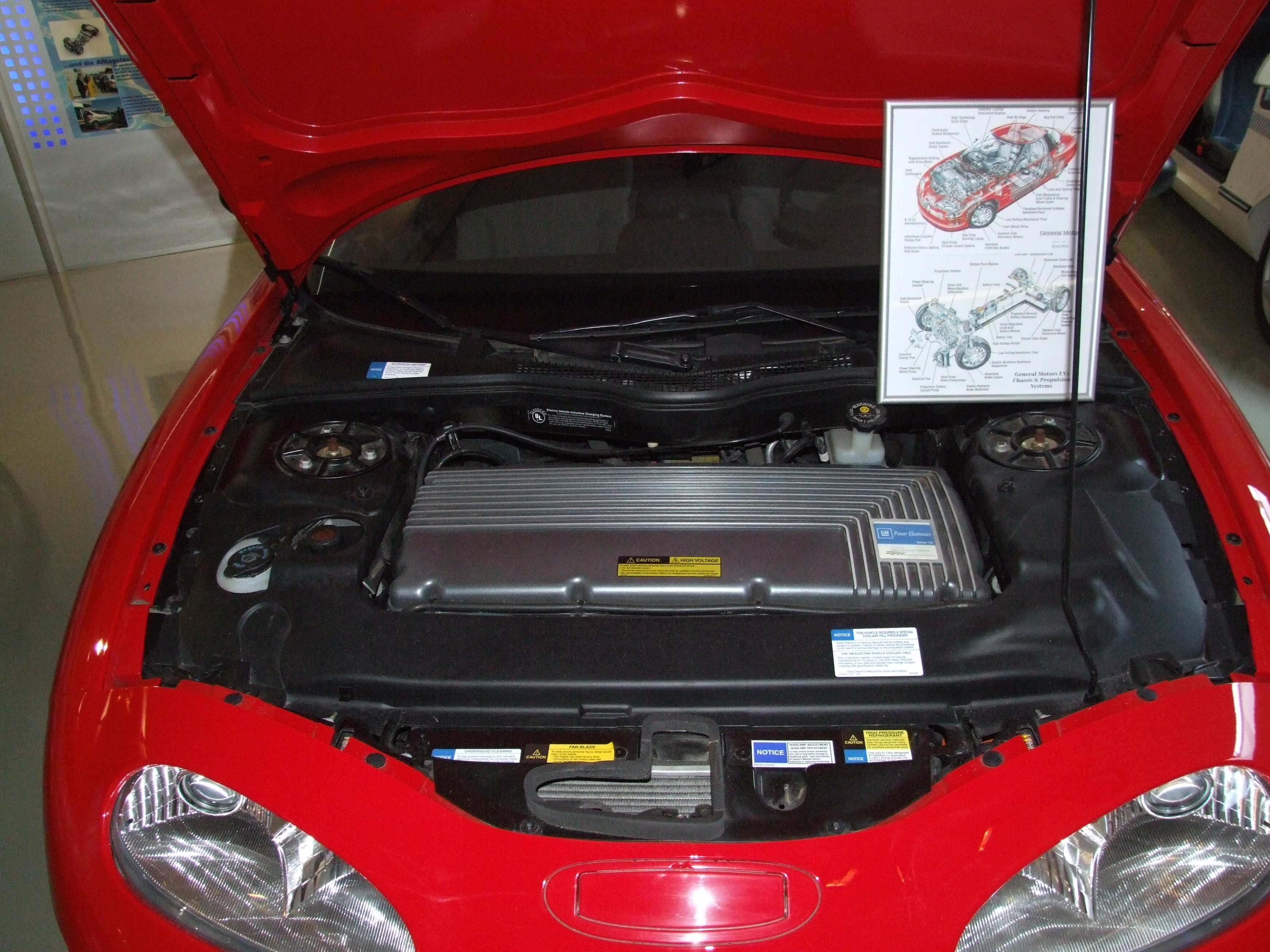
Motorraum des frontgetriebenen EV1

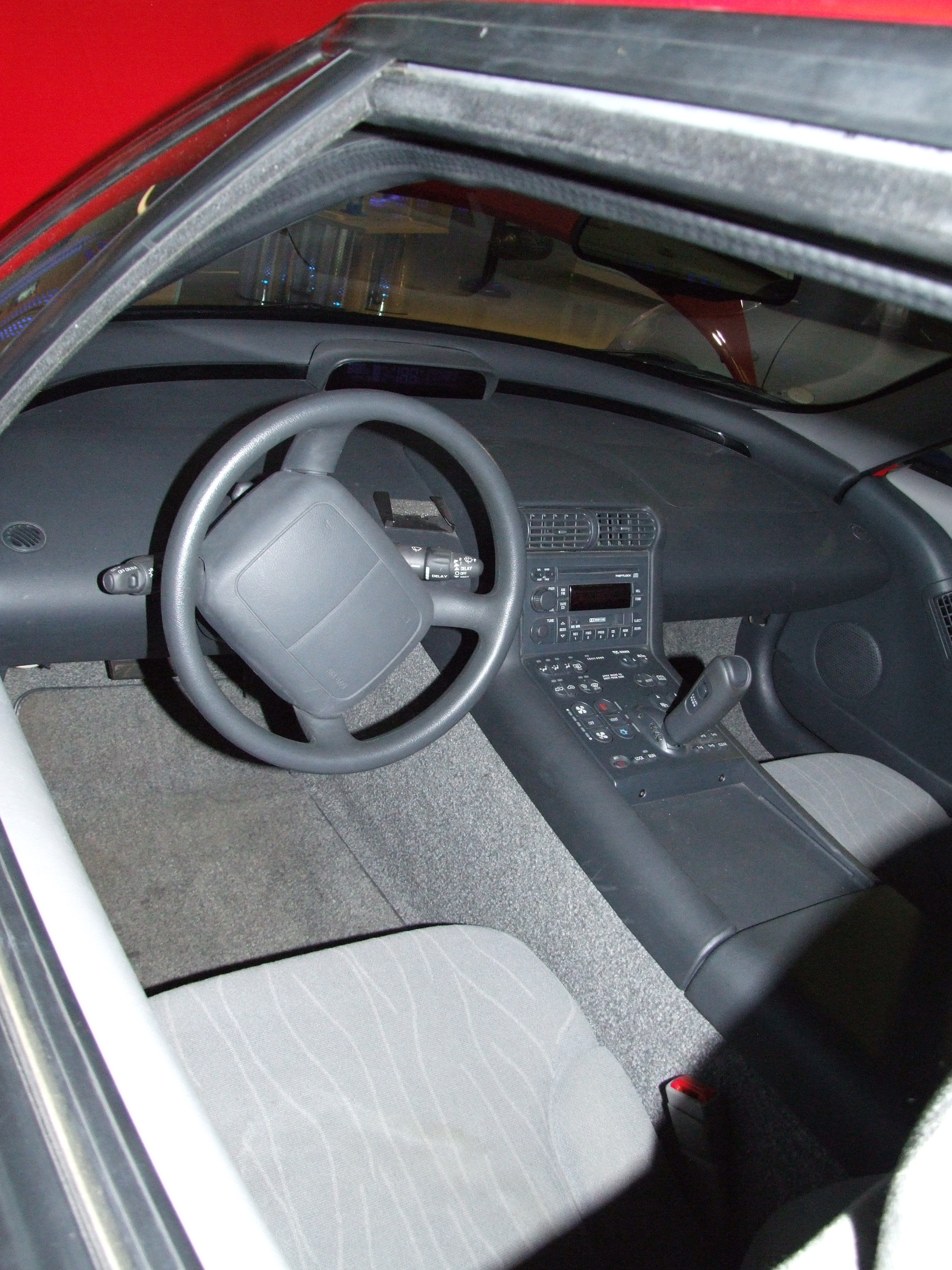
Blick in den Innenraum

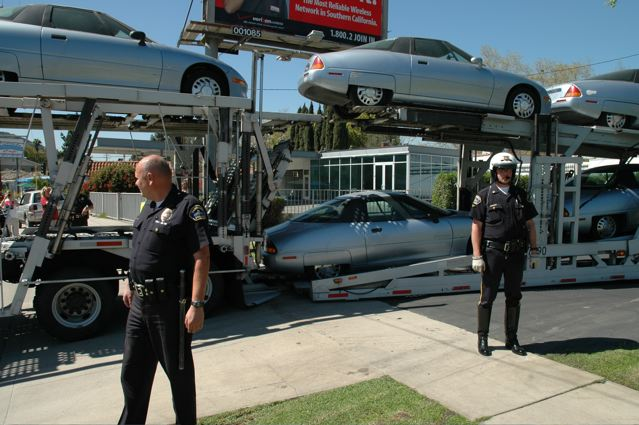
Nach Beginn der Protestbewegung „Don’t Crush“ bekam dieser Transport von GM EV1 zur Verschrottung im Jahr 2005 Polizeischutz in Burbank

Das General Motors EV1 war in den 1990ern in Kalifornien das erste moderne speziell entwickelte und in Serie gebaute Batterie-Elektroauto mit Reichweite über 100 Kilometern mit Bleiakkus, später mit einer NiMH-Batterie um die 200 km. Der betont windschlüpfrige Zweitürer wurde als Reaktion auf ein 1990 in Kalifornien von der Behörde CARB erlassenes Gesetz zur Emissionssenkung geplant, wonach die sieben größten PKW-Anbieter ab 1997 2 % ihrer Fahrzeuge als Zero-Emission-Vehikel ZEV anbieten mussten. Andere Marken bauten vorhandene Karosserien von Kleinwagen oder Klein-Pickups um, General Motors trieb mehr Konstruktionsaufwand, bot den EV1 von 1996 bis 1999 aber nur in sehr beschränktem Umfang an, darunter Prominenten. Die Fahrzeuge konnten nur geleast werden und wurden nach Abschwächung von Gesetzesvorgaben bis 2002 unter kontroversen Umständen zur weitgehenden Verschrottung wieder eingezogen. Nur wenige der einst über 1000 Fahrzeuge existieren noch in Museen, ohne Akkus recht hochbeinig dastehend, und kaum eines durfte fahrfähig bleiben, da weitere Teile des Antriebs permanent deaktiviert wurden.

## Entstehung
Die California-Air-Resources-Board-Gesetzgebung des Jahres 1990 (Clean Air Act und Zero Emission Mandate) legte fest, dass bis 1998 mindestens zwei Prozent und bis 2003 zehn Prozent der neu zugelassenen Autos emissionsfrei sein sollten. Deshalb sah sich GM wie auch alle anderen größeren Automobilhersteller gezwungen, die Entwicklung und Erprobung von Elektroautos voranzutreiben. GM konnte dabei auf einem von Werksingenieuren selbständig entwickelten Versuchsfahrzeug aufbauen, das als Prototyp Impact schon 1990 mit außergewöhnlich großer Medienresonanz vorgestellt worden war. Die Vorstellung des Impact zu einer Zeit, als das California Air Resources Board (CARB) das neue Low Emission Vehicle-Programm erarbeitete, war wahrscheinlich sogar der Auslöser, warum die Forderung nach Null-Emissions-Fahrzeugen (ZEVs) aufgenommen wurde.
GM entwickelte aus dem Impact den zweisitzigen, Akku-elektrisch angetriebenen PKW EV1 (Electric Vehicle 1). Der EV1 war das erste und einzige Fahrzeug in dieser Phase, welches neu und ausschließlich für den Elektroantrieb entwickelt und schließlich in Serie gefertigt wurde.
Bei der Entwicklung vom Konzeptfahrzeug bis zum realen Fahrzeug mussten Zugeständnisse gemacht und einige Änderungen vorgenommen werden. So wurden die Schlitz-Scheinwerfer und Heckleuchten gegen konventionelle Produkte ausgetauscht. Die stark profilierte Frontschürze mit den markanten doppelten Öffnungen wich einer gefälligeren Form. Das Konzept des gesamten Fahrzeugs in Tropfenform blieb aber bestehen.

## Technische Angaben
Je ein Elektromotor trieb die Vorderräder an. Der Wagen hatte einen der niedrigsten Strömungswiderstandskoeffizienten eines Serienfahrzeuges (0,195). Die Akkus waren zentral T-förmig angeordnet. Das EV1 erreichte eine Höchstgeschwindigkeit von 129 km/h (abgeregelt), bei einer Beschleunigung von 0–100 km/h in unter 9 Sekunden. Die Reichweite mit voll geladenen Batterien lag bei maximal 140 Meilen (225 Kilometer).
Der EV1 hatte serienmäßig eine Vorklimatisierung bei Netzanschluss, Klimaanlage, beheizte Front- und Heckscheibe, Fensterheber, CD-Radio, zwei Airbags, ein Reifendruckkontrollsystem sowie eine spezielle akustische Fußgängerwarnung. Selbstleuchtende Digitalanzeigen informieren über Reichweite, Ladezustand, Geschwindigkeit und Temperatur. Der Zugang und das Starten konnte optional schlüssellos über einen programmierbaren ID-Code (Zahlenschloss) erfolgen.
Mit einem Fahrzeug der ersten Generation absolvierte ein Besitzer einen Langstreckentest von ca. 6000 Kilometern (Charge across America).

## Akku-Technik und -Aufladung
Im EV1 der ersten Generation kamen Bleiakkumulatoren als Antriebsbatterien zum Einsatz. 26 12-Volt-Blöcke mit einer Blockkapazität von 53 Ah ergaben eine Gesamtkapazität von 16,5 kWh. Die Spannung der zusammengeschalteten Blöcke betrug 312 Volt. Die Reichweite betrug etwa 70 Meilen (113 Kilometer). In der Praxis ließen sich mit der ersten Akkugeneration je nach Fahrweise und Nutzung der elektrischen Verbraucher zwischen 60 und 90 Meilen erreichen. Schon die erste Generation hatte einen Coast-Down-Button, mit dem der Motor als Nutzbremse Energie in die Antriebsbatterie rückspeisen konnte.
Der weiterentwickelte, Nickel-Metallhydrid-Akkumulator wurde von Masahiko Oshitani (Yuasa Corporation) und Stanford R. Ovshinsky erfunden. Der Erfinder und Patentinhaber Ovshinsky gründete 1982 die Ovonic Battery Company. Die Version 2 des EV1 mit den neu entwickelten Ni-MH-Akkus hatte eine Reichweite von 140 Meilen (225 Kilometer). Sie wurde im Jahr 1998 vorgestellt, und kam 1999 auf den Markt.
Die Antriebsbatterie wird kontaktlos durch Induktion nach Einstecken eines „Paddel“ in einen Schlitz an der Fahrzeugfront geladen. Das EV1 konnte mit einem stationären 6,6-kW-Ladegerät in drei Stunden, mit dem zum Fahrzeug gehörenden 1,2-kW-Bordlader in etwa 15 Stunden geladen werden.

## Verbreitung
Der EV1 wurde von der GM-Marke Saturn vermarktet. Insgesamt wurden 1117 EV1 gebaut, von denen ca. 800 an ausgewählte Kunden weitergegeben wurden. Darunter waren auch Prominente wie Tom Hanks oder Mel Gibson.

## Rückruf
GM schloss ausschließlich Mietverträge mit den EV1-Kunden. Diese ermöglichten es dem Unternehmen, die Fahrzeuge nach Ablauf von drei Jahren zurückzurufen und zu verschrotten. Die Verschrottung aller gebauten EV1 war angeblich notwendig, da GM die langfristige Sicherheit der Fahrzeuge aufgrund fehlender Ersatzteilproduktion nicht garantieren konnte. Die Einstellung der Produktion wurde damit begründet, dass die Nachfrage zu gering und keine Rentabilität zu erwarten sei. Als die Fahrzeughalter ihre Fahrzeuge wieder abgeben mussten, veranstalteten sie in einem Korso in Hollywood eine Trauerprozession in der Form eines Begräbnisses, was darauf hinweist, dass die meisten Halter mit ihrem Fahrzeug zufrieden waren. Auf der Veranstaltung hielt Wally Rippel, der beteiligte Entwicklungsingenieur von General Motors, eine Ansprache, in der er die Entscheidung zur Einstellung der Produktion als falsche Richtungsentscheidung bezeichnete (the wrong turn) und die Hoffnung äußerte, dass das Land in der Zukunft bald wieder auf den „Pfad des Fortschritts“ (the highway of progress) zurückkehren werde.
Das Nachfrage-Argument wird oft in Frage gestellt, da nach Aussagen von Mitarbeitern nicht abgearbeitete Bestellungen existierten und die Hürden für eine Bestellung unüblich hoch waren. Gleiches gilt trotz der hohen Produktionskosten des EV1 (beim Akku allein über 20.000 Dollar) auch für den gewinnbringenden Verkauf. Hierbei wird immer wieder der Status als Mehrwert-Argument angeführt. Eine Parallele dazu ist die offensichtliche Bereitschaft der Konsumenten, auch für geländeuntaugliche SUVs oder namhafte Marken wie Porsche einen hohen Preis zu zahlen, dem – rein praktisch gesehen – wenig Mehrwert gegenübersteht.
Im Jahr 2006 erschien der Dokumentarfilm Warum das Elektroauto sterben musste von Chris Paine, der die Begründung GMs zur Einstellung der Produktion als unglaubwürdig darstellt. Auch die Werbemaßnahmen für den EV1 werden kritisiert, da diese nicht dem Zweck der Vermarktung dienlich gewesen seien. Nach dem Erscheinen des Filmes, der vor allem die Praktiken von GM kritisiert und sowohl national als auch international ein großes Medieninteresse auslöste, wurden sogar EV1-Exponate aus einem von GM unterstützten Museum entfernt.

## Marktbeeinflussungen
1994 erwarb General Motors eine Mehrheitsbeteiligung an der Firma Ovonic, welche die Batterie-Entwicklung einschließlich der Patente und die Herstellung von großen NiMH-Akkus kontrollierte. Der Erwerb wurde mit dem Ziel begründet, NiMH-Akkus für GM EV1 zu entwickeln, womit man sich die Zustimmung des Erfinders und Firmengründers Stanford R. Ovshinsky sicherte.
Allerdings gründeten The Big Three, die drei großen amerikanischen Autohersteller General Motors, Ford und Chrysler, Anfang der 1990er Jahre das US Auto Battery Consortium (USABC). In einem Interview im 2006 veröffentlichten Dokumentarfilm Warum das Elektroauto sterben musste erklärte Ovshinsky, dass diese Organisation geschaffen wurde, um die Entwicklung der Elektrofahrzeug-Technologie zu verhindern und die Öffentlichkeit gegen die CARB-Gesetzgebung zu beeinflussen. So verbreitete die USABC nach Ovshinskys Ansicht fälschlicherweise die Meinung, die NiMH-Technologie sei noch nicht bereit für den flächendeckenden Einsatz in Kraftfahrzeugen. Kritiker stellten später fest, dass die Großen Drei gegen die CARB-Gesetze vorgingen und zusammen mit weiteren Autoherstellern und Politikern argumentierten, dass Elektrofahrzeuge technologisch und wirtschaftlich noch nicht lebensfähig wären. Dafür wurden ab Ende 1993, 1994 Anzeigenkampagnen gestartet.
Nach der Lockerung der CARB-Gesetze auf Druck der Autoindustrie wurde das EV1-Programm von GM beendet, obwohl eine neue Akkugeneration entwickelt worden war. In Feldversuchen hatte die Ovonics-Batterie die Reichweite des EV1 auf über 150 Meilen (241 Kilometer) erhöht.
Im Jahr 2001 kaufte die Ölgesellschaft Texaco von General Motors deren Aktienanteile an Ovonics. Texaco selbst wurde einige Monate später durch den Rivalen Chevron übernommen. Im selben Jahr meldete Ovonics eine Verletzung seiner Patente und verklagte Toyotas Batterielieferanten Panasonic. Letztlich einigte man sich auf eine Lizenzvergabe und Einschränkungen bei der Verwendung großformatiger NiMH-Akkus. ChevronTexaco behielt ein Vetorecht über den Verkauf oder die Lizenzierung der NiMH-Technologie. Die allgemeine Verbreitung und Weiterentwicklung konzentrierte sich danach auf kleinformatige Konsumerzellen. Die patentrechtlich erlaubte Obergrenze für die Zellkapazität ist 10 Ah. Auch aus diesem Grund wurden von Toyota bei der ersten Generation des Toyota Prius 228 Stück in Reihe geschalteter 6,5-Ah-NiMH-Akkus verwendet.
2009 wurde Cobasys, die Tochtergesellschaft von Chevron und Energy Conversion Devices (ECD), an den Batteriehersteller SB LiMotive verkauft. SBL war ein Joint Venture von Bosch und Samsung für Antriebsbatterien. Damit verbunden war die Aufteilung der Lizenzvergaberechte für nichtautomobile Anwendungen an Ovonics, während Cobasys jene für Automotive-Anwendungen erhielt. Mit der Auflösung von SB LiMotive im September 2012 ging Cobasys in das Eigentum der Robert Bosch GmbH über.
Am 13. Februar 2012 verkaufte ECD seine Mehrheitsbeteiligung an der Ovonic Battery Company, Inc. an BASF und brachte den Erlös in das am folgenden Tag angemeldete Chapter-11-Verfahren ein. BASF vergibt Lizenzen auf die erworbene NiMH-Technologie.

## Nachfolger
Nach jahrelanger Untätigkeit auf dem Gebiet der Elektroautos beschloss General Motors unter dem Druck stark gestiegener Rohölpreise und eigener wirtschaftlicher Schwierigkeiten im ersten Jahrzehnt des 21. Jahrhunderts, wieder ein Fahrzeug mit Elektroantrieb in Serie zu produzieren. Der Chevrolet Volt kam Ende 2010 in Nordamerika in den Verkauf. Da der eingesetzte Voltec-Antrieb weder ein reiner Elektroantrieb noch ein klassischer Hybridantrieb ist, sondern ein Plug-in-Hybrid, vermeidet GM die Bezeichnung Hybridfahrzeug und nennt den Wagen daher Elektrofahrzeug mit Reichweitenverlängerer. In Deutschland wurde von 2012 bis 2016 der nahezu baugleiche Opel Ampera angeboten.
Anfang 2016 stellte General Motors auf der Detroit Auto Show den rein elektrisch angetriebenen Chevrolet Bolt vor. Das Fahrzeug soll eine Reichweite von 200 Meilen (320 Kilometer) erreichen und kam Ende 2016 auf den Markt. Der Bolt gilt als Nachfolger des EV1, da es sich um das erste reine Elektroauto von GM seit dem EV1 handelt.
Der Unternehmer Elon Musk erklärte Jahre später in einem Interview, dass „der Versuch der Konzerne, das Elektroauto zu töten, z. B. den EV1“, bei ihm zu der Entscheidung geführt habe, selbst Elektroautos zu bauen.